# Quand faut y aller, faut y aller
Pour plus de détails, voir Fiche technique et Distribution.
Quand faut y aller, faut y aller (titre original: Nati con la camicia) est un film américano-italien réalisé par E.B. Clucher, sorti en 1983.
À la suite d'un quiproquo, deux aventuriers sont pris pour des agents de la CIA et sont envoyés en mission spéciale à Miami...

## Synopsis
Rosco Frazer, un charmant escroc, et Doug O’Riordan, un détenu récemment libéré et emprisonné pour avoir coulé un yacht qui l’avait contrarié, se rencontrent lors d’une violente bagarre dans un relais routier. Ils s’enfuient en camion, chacun pensant que l’autre est le chauffeur. Peu après, une patrouille routière les arrête pour excès de vitesse et, faute de papiers en règle, on les prend pour des braqueurs. Grâce aux talents de ventriloque de Rosco, ils parviennent à s’enfuir.
Doug préférerait s’enfuir seul, mais il ne parvient pas à se débarrasser de Rosco, qui s’est pris d’affection pour lui. Ensemble, ils se rendent à l’aéroport pour se cacher dans un autre État. Le vol pour Miami étant déjà complet, ils se font passer pour les passagers Steinberg et Mason, qui n’ont pas récupéré leurs billets, ignorant qu’ils sont tous deux des agents de la CIA en mission. Ils sont donc interceptés par un agent juste avant le décollage et reçoivent une valise contenant un million de dollars. Après divers incidents et embrouilles, ils sont conduits au siège de la CIA pour rencontrer « Tigre », leur nouveau patron, et sont priés à plusieurs reprises d'omettre dans leur rapport final des incidents embarrassants qui pourraient jeter une mauvaise image du personnel de la CIA impliqué.
Afin de traquer une mystérieuse organisation secrète qui se cache à Miami Beach, Rosco et Doug sont chargés de se faire passer pour de riches Texans. Ils y parviennent avec brio et parviennent finalement à traquer K1, un criminel mégalomane qui veut anéantir l'humanité avec sa « Bombe K », plongeant le monde dans le chaos. Ils déjouent son plan, mais ne peuvent finalement pas bénéficier de leurs avantages et du million de dollars, car un « Tigre » trop zélé a déjà restitué l'argent au gouvernement ; une simple visite au président est tout ce qu'ils obtiennent.

## Fiche technique
- Titre original : Nati con la camicia
- Réalisateur : E.B. Clucher
- Scénario : Marco Barboni
- Production : Josi W. Konski (en)
- Musique : Franco Micalizzi
- Image : Ben McDermott
- Pays de production :  Italie |  États-Unis
- Genre : Comédie, Film d'aventure, Film d'action
- Durée : 104 minutes
- Date de sortie : 
  - Allemagne de l'Ouest : 23 septembre 1983
  - France : 14 décembre 1983

## Distribution
- Terence Hill (VF : Dominique Paturel) : Rosco Frazer alias Steinberg
- Bud Spencer (VF : Claude Bertrand) : Doug O'Riordan alias Mason
- Buffy Dee (VF : Jacques Dynam) : K1
- David Huddleston (VF : Roger Lumont) : Tigre
- Riccardo Pizzuti : Mr. Spider
- Faith Minton (VF : Sylvie Feit) : la vampe
- Dan Rambo (VF : Marc François) : Jeremy Scott
- Harold Bergman (VF : Jacques Brunet) : Sam
- Dan Fitzgerald (VF : Patrick Poivey) : le réceptionniste de l'hôtel
- Susan Teesdale (VF : Anne Rochant) : la serveuse dite « Venus »
- Al Nestor (VF : Bernard Musson) : « Hot Dog », le faux vendeur de hamburgers
- Jeff Moldovan (VF : Mario Santini) : Charlie Chan, le chef moustachu des combattants asiatiques

## À noter
- Terence Hill et Bud Spencer interprètent ici une parodie de James Bond. Ainsi ils sont recrutés par la CIA au lieu du MI-6, quant au fournisseur de gadgets (Sam), il est un homme un peu distrait contrairement à l'original (Q).
- Le personnage de K1 est quant à lui une parodie d'Ernst Stavro Blofeld qui arbore un chien au lieu d'un chat. Par ailleurs, tout comme son modèle, il ne révèle son visage qu'à la fin de l'histoire.
- Le personnage de K1 (dans la scène où il regarde Terence Hill et Bud Spencer discuter dans leur chambre d'hôtel via la caméra cachée) on voit sa main (et son chien) sur l'interrupteur du microphone, cela fait aussi penser au Dr Gang dans Inspecteur Gadget.
- Buffy Dee avait déjà joué aux côtés de Terence Hill dans Un drôle de flic, en 1980. Il jouera aussi dans Les Super-flics de Miami en 1985 comme concierge d'hôtel.
- On peut relever une petite erreur de traduction dans la version française : Dans le restoroute, au début du film, Doug affirme commander au serveur « un plat de fayots » après avoir mangé deux Hamburgers. Or par la suite, le serveur lui prépare en fait un troisième Hamburger.
- Lors de la course-poursuite entre le Hors-bord et la motomarine (jet-ski), Terence Hill porte une casquette rouge sur les gros plans alors que sur les plans larges, la doublure de l'acteur porte une casquette bleu-noire (ce qui également visible au tout début du film, lorsque Terence Hill manque de se faire écraser par un camion).
- Terence Hill porte une casquette de l'équipe de base ball des Red Sox de Boston (Massachusetts, USA).
- Dans la scène finale de bagarre sur le bateau avec les hommes de K1, la cheminée du navire visible permet d'identifier qu'ils sont à bord du Topaz, navire de croisière de la compagnie Carnival[1].
- Bud Spencer a pour prénom "Doug" ce sera au tour de Terence Hill dans Les Super-flics de Miami en 1985.
- Un "remake" du film a été réalisé par la chaine YouTube BudTerence studios (d'une durée nettement inférieure : environ 8 minutes comparé aux 104 minutes du film original).